# Garnison Calbe (Saale)
Die Stadt Calbe war in ihrer Geschichte mehrfach Garnisonsstadt.

## Anfänge unter sächsischer Herrschaft
Nach den Bestimmungen des Westfälischen Friedens sollte das vormalige Erzbistum Magdeburg nach dem Tode des Administrators August von Sachsen-Weißenfels ein brandenburgisches Herzogtum werden, was dann 1680 eintrat.
Von Anfang an hatten die Calber Bürger ein gespaltenes, teilweise auch gespanntes Verhältnis zum brandenburgisch-preußischen Militär. Als es 1675 zur historischen Schlacht bei Fehrbellin ging, versteckten die Calbenser ihr  Vieh vor den durchziehenden brandenburgischen Truppen.
1677 ließ der sächsische Oberstleutnant von Lichtenhain gegen den Widerstand des Stadtrates auf dem Marktplatz einen Galgen aufstellen, an dem auch gleich die Namen der desertierten Soldaten angeschlagen waren.

## Calbe als kurbrandenburgische und preußische Garnison
Nach 1680 muss schon unter dem „Großen Kurfürsten“ Friedrich Wilhelm von Brandenburg Militär in Calbe gelegen haben, denn den Alarm schlagenden brandenburgischen Soldaten ist es zu verdanken, dass die Bürger 1683 auf einen schnell um sich greifenden Stadtbrand aufmerksam gemacht wurden.
Auch unter „Soldatenkönig“ Friedrich Wilhelm I.   erfolgten die Quartierbelegungen noch sporadisch.
1722 lag unter anderem das gesamte „Dessauer Regiment“ (Infanterieregiment Nr. 3), die Muster-Militäreinheit unter dem Generalfeldmarschall Leopold Fürst von Anhalt-Dessau 7 Wochen lang in Calbe.
Das von Friedrich Wilhelm I. eingeführte Kantonreglement sah vor, dass Burschen aus Calbe zum Infanterieregiment Nr. 5, dem „Leibregiment des Königs“, eingezogen wurden. In besonderen Notfällen, wie dem Tod des väterlichen Handwerksbetriebs-Inhabers, konnten im Interesse einer prosperierenden Wirtschaft die Söhne vom Militärdienst freigestellt werden. Auch war mit erheblichen Geldsummen ein Loskauf möglich. Ebenso konnten Söhne aus der Mittel- und Oberschicht in Freiwilligenverbände wie die Freikorps eintreten.

Brustpanzer (Kürass) der Kürassiere in der Heimatstube Calbe/Saale

Auch zu Beginn der Regierung  Friedrichs II. (des Großen) wurde Calbe noch nicht regelmäßig als Militärquartier genutzt. Besonders in den Wintermonaten mussten die Soldaten mit in den Bürgerhäusern untergebracht werden, Kasernen gab es noch nicht. Es fällt aber auf, dass sich unter Friedrich II. der Umfang der Belegungen sowohl zeitlich als auch in der Mannschaftsstärke ausweitete.
1741 und 1742 waren vier Kompanien des Infanterieregiments Nr. 9 (von Leps) in Calbe einquartiert.
1743 und in den folgenden Jahren (bis 1752?) lag das zweite Bataillon des Infanterieregiments Nr. 47 (Füsilierregiment Hessen-Darmstadt) in der Stadt. 1743 mussten 635 Militärangehörige (Offiziere, Unteroffiziere, Soldaten und Ehefrauen) in Calbe untergebracht werden, wobei die Soldatenkinder gar nicht mitgezählt worden waren, und das bei einer Einwohnerzahl von etwa 3000.
1753 bis 1806 wurde Calbe zum ständigen Standort für eine Eskadron (zwei Kompanien) des Kürassierregiments Nr. 3, des so genannten Leibkürassier-Regiments des Königs. Dass nicht zwei Eskadronen nach Calbe gelegt wurden, verdankten die Bürger dem Umstand, dass die Stadt vornan in der Wollflies-Produktion für das Militär stand. (Der Rat hatte Friedrich II. darauf hingewiesen, dass zu viele Soldaten in der Stadt die Tucherzeugung behindern würden. Das sah der König ein.)
Der Siebenjährige Krieg (1756 – 1763) brachte 1757 für Calbe erstmals nach dem Dreißigjährigen Krieg wieder feindliche Einquartierungen, Plünderungen, Drangsalierungen und Kontributionsforderungen seitens der Truppen des Reichsheeres, der Österreicher, Russen und Franzosen.
Außer der Stationierung der Eskadron Leibkürassiere gab es noch zeitweise Belegungen durch andere Truppen.
Einheiten, die 1778 in Calbe Station machten, bevor sie in den Bayerischen Erbfolgekrieg nach Böhmen zogen:
- Infanterieregiment Nr. 20 (von Kalckstein) – starke Belegung,
- Infanterieregiment Nr. 10 (Hessen-Kassel, Gelbes Regiment),
- Infanterieregiment Nr. 44 (von Britzke),
- Grenadierbataillon  des Infanterieregiments Nr. 11.

1781 machten 2887 Mann in Calbe Station (bei einer Einwohnerzahl von 3161), die zum Manöver mit Truppenparade in Körbelitz bei Magdeburg zogen, das
- Infanterieregiment Nr. 3 (Dessauer, Anhalter) unter ihrem Kommandeur Generalmajor Franz Adolf von Anhalt-Bernburg-Schaumburg-Hoym, der in der Breite Nr. 42/43 sein vornehmes Quartier bezog

1806 endete mit dem Beginn der napoleonischen Herrschaft die Zeit Calbes als Garnison.

## Leiden der Soldaten
- Extrem hohe Verlustraten (Tod und Verwundungen) im Leibregiment
- „Harte Schläge“ (Spießrutenlaufen) bei Diebstählen, die auch bei in Calbe stationierten Soldaten zum Tod führten
- Öffentliches Hängen derjenigen Deserteure auf dem Marktplatz, die wieder eingefangen worden waren und sich zur Wehr gesetzt hatten (Soldat Kallenbach wurde nach dem Hängen geschleift und außerhalb von Calbe verscharrt.)
- Halbseitiges Kahlscheren des Kopfes für Soldaten in Transportdiensten, um deren Desertionen zu erschweren

## Belohnung ausgedienter Soldaten
Ausgediente Soldaten erhielten in Calbe (ebenso wie überall in Preußen), wenn sie als Fremde hier ansässig werden wollten, bevorzugt das Bürgerrecht und konnten zu günstigeren Bedingungen als „Nichtgediente“ Handwerksmeister werden. Das führte zu Missgunst und Empörung der „Alteingesessenen“. Entlassene Militärangehörige wurden in Calbe unter anderem Gastwirte, Vorstadt-Lehrer oder Posthalter.

## Belastungen der Bürger von Calbe
- Beherbergung der Soldaten
- Beköstigung der Soldaten
- Bewachung der Soldaten (Zumauern der Fenster von Soldatenquartieren, Verschließen der Türen, Anketten von Leitern)
- Lärm und Unruhe
- Häufige Diebstähle
- Beeinträchtigung der eigenen Freiheit
- Brutalitäten der Vorgesetzten gegenüber den Soldaten
- Wachlokale und Galgen auf dem Markt
- Unerträgliche Arroganz der Offiziere, die die Bürger verachteten

Einige Berufsgruppen jedoch, besonders die in der Bekleidungs- und Versorgungsbranche tätig waren, profitierten von den Garnisonierungen und von der Militarisierung.